# Cochlearia acaulis
Cochlearia acaulis là một loài thực vật có hoa trong họ Cải. Loài này được Desf. mô tả khoa học đầu tiên năm 1798.